# Rossellino (familia)
La familia Rossellino es una familia de arquitectos y escultores oriunda  de Florencia, Italia. Sus miembros más prominentes son Bernardo Rossellino y Antonio Rossellino. En realidad su apellido era "di Matteo Gamberelli", pero a causa de ser pelirrojos, pronto pasaron a ser designados como Rosellino por la coloración de su cabellera. 

## Bernardo Rossellino
Había nacido en 1409, como, Bernardo di Matteo Gamberelli y falleció en 1464. Realizó numerosas obras como arquitecto, entre las que se destacan la restauración de la iglesia de San Francisco en Asís, como de un gran número de iglesias y palacios en Roma, Siena y Florencia.
Tal vez la obra por la que es más conocido es la tumba de Leonardo Bruni (historiador florentino) en la iglesia de la Santa Croce, Florencia.

## Antonio Rossellino
Había nacido en 1427 y falleció en 1479, hermano y discípulo de Bernardo. Se especializó en la realización de numerosos monumentos, fuentes y esculturas especialmente en Florencia.
Entre sus obras se destaca especialmente el sepulcro para un cardenal en San Miniato al Monte, Florencia.